# Kabinett Drake I
Das Kabinett Drake I (Landespräsidium) war von 17. Dezember 1920 bis Februar 1921 die Landesregierung des Freistaates Lippe.
| Amt                 | Name                               | Partei  |
| ------------------- | ---------------------------------- | ------- |
| Ministerpräsident 1 | Heinrich Drake                     | SPD     |
| Staatsräte          | Adolf Neumann-Hofer Richard Müller | DDP DVP |

Fußnoten